# FIS wereldkampioenschappen snowboarden 1996
De wereldkampioenschappen snowboarden 1996 werden van 24 tot en met 28 januari 1996 gehouden in Lienz, Oostenrijk. Er stonden zes onderdelen op het programma, drie voor mannen en drie voor vrouwen.

## Medailles

### Mannen
| Onderdeel      | Goud           | Goud | Zilver       | Zilver | Brons              | Brons |
| -------------- | -------------- | ---- | ------------ | ------ | ------------------ | ----- |
| Halfpipe       | Ross Powers    | USA  | Lael Gregory | USA    | Rob Kingwill       | USA   |
| Reuzenslalom   | Jeff Greenwood | USA  | Mike Jacoby  | SLO    | Helmut Pramstaller | AUT   |
| Parallelslalom | Ivo Rudiferia  | ITA  | Rainer Krug  | GER    | Helmut Pramstaller | AUT   |

### Vrouwen
| Onderdeel      | Goud                  | Goud | Zilver           | Zilver | Brons          | Brons |
| -------------- | --------------------- | ---- | ---------------- | ------ | -------------- | ----- |
| Halfpipe       | Carolien van Kilsdonk | NED  | Annemarie Uliasz | USA    | Cammy Potter   | USA   |
| Reuzenslalom   | Karine Ruby           | FRA  | Manuela Riegler  | AUT    | Sondra van Ert | USA   |
| Parallelslalom | Marion Posch          | FRA  | Marcella Boerma  | NED    | Sondra van Ert | USA   |

### Medaillespiegel
| Plaats | Land             | Goud | Zilver | Brons | Totaal |
| 1      | Verenigde Staten | 2    | 3      | 4     | 9      |
| 2      | Frankrijk        | 2    | 0      | 0     | 2      |
| 3      | Nederland        | 1    | 1      | 0     | 2      |
| 4      | Italië           | 1    | 0      | 0     | 1      |
| 5      | Oostenrijk       | 0    | 1      | 2     | 3      |
| 6      | Frankrijk        | 0    | 1      | 0     | 1      |
| Totaal | Totaal           | 6    | 6      | 6     | 18     |